# Kałyniwka (rejon browarski)
Kałyniwka (ukr. Калинівка) – osiedle typu miejskiego na Ukrainie, w obwodzie kijowskim, w rejonie browarskim. Według danych z 2021 roku osiedle miało 3767 mieszkańców.